# Départ sans adieux
Départ sans adieux (Nobody Waved Good-bye) est un  film canadien, en noir et blanc, coproduit, écrit et réalisé en 1963 par Don Owen, sorti en 1964.

## Synopsis
Peter a 18 ans, des parents qui vivent dans l'aisance et une petite amie, Julie. Il ne sait pas ce qu'il veut vraiment dans la vie mais il sait très bien ce qu'il ne veut pas, une vie bourgeoise et rangée comme celle de papa et maman. Il décide un jour de quitter le domicile familial...

## Fiche technique
- Titre francophone : Départ sans adieux ou Départ sans adieu
- Titres original : Nobody Waved Good-bye
- Réalisateur, scénariste et coproducteur : Don Owen
- Directeur de la photographie : John Spotton (en)
- Assistant opérateur : Jacques Leduc
- Ingénieur du son : Roger Hart
- Mixage : Ron Alexander
- Montage : John Spotton et Donald Ginsberg
- Monage son : Jean-Pierre Joutel
- Musique originale : Eldon Rathburn (en)
- Producteur : Roman Kroitor / Producteur délégué : Tom Daly
- Société de production : Office national du film du Canada
- Société de distribution : Columbia Pictures of Canada
- Pays d'origine :  Canada
- Format : Noir et Blanc, tourné en 16 mm, version 35 mm
- Son : monographique
- Langue : anglais
- Genre : chronique
- Durée : 80 minutes
- Dates de sortie : 
  -  Canada : 13 août 1964
  -  France : 1er juin 1966

## Distribution
- Peter Kastner (en) : Peter
- Julie Biggs : Julie
- Claude Rae : le père de Peter
- Toby Tarnow : la sœur de Peter
- Charmion King : la mère de Peter
- Ron Taylor : le petit ami de la sœur de Peter
- Robert Hill : le policier à moto
- Jack Beer : le sergent
- John Sullivan : l'agent de probation
- Lynne Gorman : la mère de Julie
- Ivor Barry : l'intervieweur
- Sharon Bonin : la serveuse
- John Vernon : le gérant du parking

## Autour du film
- Initialement prévu pour être un court métrage, Don Owen trouva qu'il y avait là matière à faire un long métrage, ce qui fut accepté par la production.
- Budget : 75000 dollars canadiens
- Le tournage a eu lieu du 21 août 1963 au 14 décembre 1963 à Toronto.
- Le film a remporté le Prix Flaherty de la British Academy of Film and Television Arts en 1965.

### Revue de presse
- {en} Henry Hart, « Nobody Waved Good-bye », Films in Review no 6, volume XVI, National Board of Review of Motion Pictures, New York, juin-juillet 1965, p. 548, 552,  (ISSN 0015-1688)
- Jean-Elie Fovez, « Départ sans adieu », Téléciné no 129, Fédération des Loisirs et Culture Cinématographique (FLECC), Paris, juin-juillet 1966, p. 382-383,  (ISSN 0049-3287)